# Bronisław Nowotny
Bronisław Nowotny (ur. 13 lipca 1902 w Starzynach, zm. 31 października 1953 w Poznaniu) – kapral artylerii konnej Wojska Polskiego. Kawaler Orderu Virtuti Militari.

## Życiorys
Urodził się 13 lipca 1902 w Starzynach w rodzinie Walentego i Heleny z d. Gruss.
24 września 1919 przyjęty do 14 Wielkopolskiej Dywizji Piechoty, gdzie zostaje przydzielony do 7 dywizjonu artylerii konnej, z którym wziął udział w rewindykacji Pomorza. W 1920 w stopniu bombardiera walczy w wojnie polsko-bolszewickiej.
Za walkę pod Nowozahorowem odznaczony Orderem Virtuti Militari. W uzasadnieniu zapisano "pod silnym obstrzałem nieprzyjacielskim, na odsłoniętej pozycji obsługiwał działo, przyczyniając się do załamania ataku wroga".
Przeniesiony do rezerwy 15 lipca 1921. Później mieszkał w Poznaniu, gdzie w wyniku wypadku zmarł 31 października 1953.   

## Życie prywatne
Żonaty z Eugenią z d. Lewandowska, ślub w 1947, dwoje dzieci.

## Ordery i odznaczenia
- Krzyż Srebrny Orderu Wojskowego Virtuti Militari nr 2755[2][3]